# Tipula canariensis
Tipula canariensis är en tvåvingeart som beskrevs av Günther Theischinger 1979. Tipula canariensis ingår i släktet Tipula och familjen storharkrankar. Inga underarter finns listade i Catalogue of Life.